# Journée nationale des Patriotes
La Journée nationale des patriotes est un jour férié et chômé au Québec le lundi qui précède le 25 mai de chaque année. Instaurée le 22 novembre 2002 et célébrée pour la première fois le 19 mai 2003, cette journée vise à « souligner l'importance de la lutte des Patriotes de 1837-1838 pour la reconnaissance de leur nation, pour sa liberté politique et pour l'établissement d'un gouvernement démocratique ». Avant 2003, le lundi précédant le 25 mai de chaque année était la fête de Dollard, instituée dans les années 1920. Cette fête a souvent porté le nom Fête de Dollard et de Chénier dans les dernières décennies avant 2003, ce qui a préfiguré le remplacement de Dollard par les Patriotes. À la même date, la fête de la Reine est observée au niveau fédéral et par d'autres provinces et territoires du Canada.

## Historique

Drapeau utilisé par les Patriotes du Bas-Canada de 1832 à 1838. Il est encore régulièrement utilisé aujourd'hui lors de la Fête nationale du Québec et de la Journée nationale des patriotes.

En 1937, les Fêtes du centenaire de 1837, organisées par des citoyens de Saint-Denis-sur-Richelieu, commémorent les luttes des patriotes de 1837-1838 pour la liberté, la reconnaissance nationale de leur peuple et la démocratie. Les fêtes se déroulent en nombres importants. 
En 1962, année du 125e anniversaire du Soulèvement de 1837, a lieu le premier d'une série ininterrompue de rassemblements de citoyens, en novembre, à Saint-Denis-sur-Richelieu, afin de commémorer la mémoire des Patriotes.
Puis une émission de Radio-Canada (Le Sel de la semaine) en mai 1968 a élu Jean-Olivier Chénier le plus grand héros Canadien-Français. L'émission se termine par la suggestion que la fête de Dollard soit remplacée par la fête de Chénier. Cela n'arriva pas, mais la fête de Dollard fut alors souvent appelée conjointement Fête de Dollard et de Chénier sur des calendriers vendus au grand public. Cela associa les Patriotes à la journée exacte de la Journée nationale des Patriotes d'aujourd'hui (c-à-d l'avant-dernier lundi de mai comme la fête de la Reine).
Le 6 octobre 1982, le gouvernement du Québec décrète la Journée des Patriotes, le dimanche le plus près du 23 novembre dans le but « d'honorer la mémoire des Patriotes qui ont lutté pour la reconnaissance nationale de notre peuple, pour sa liberté politique et pour l'obtention d'un système de gouvernement démocratique ».
Le désir que la Journée des Patriotes soit commémorée par un jour férié et chômé incite des citoyens à faire campagne pour obtenir soit un nouveau jour de congé en novembre, soit le remplacement d'un jour de congé existant. Le Club Souverain de l'Estrie, lance le mouvement « Pour un jour férié en mémoire des Patriotes » en 1987. Se joindront ensuite diverses associations de citoyens dont la Société Saint-Jean-Baptiste de Montréal et le Comité du 15 février 1839, fondé en 1997 pour aider au financement du film 15 février 1839 de Pierre Falardeau.
C'est finalement par le remplacement de la Fête de Dollard que la Journée des patriotes, renommée Journée nationale des Patriotes, obtient son jour de congé propre. Le déplacement de novembre à mai est motivé par la volonté de mettre en évidence le point de départ des assemblées publiques organisées par des citoyens patriotes à travers le Bas-Canada de mai à novembre 1837 en réponse à l'adoption par la Chambre des communes britannique des dix résolutions du Secrétaire d'État à l'Intérieur Lord John Russell,.

## Chronologie

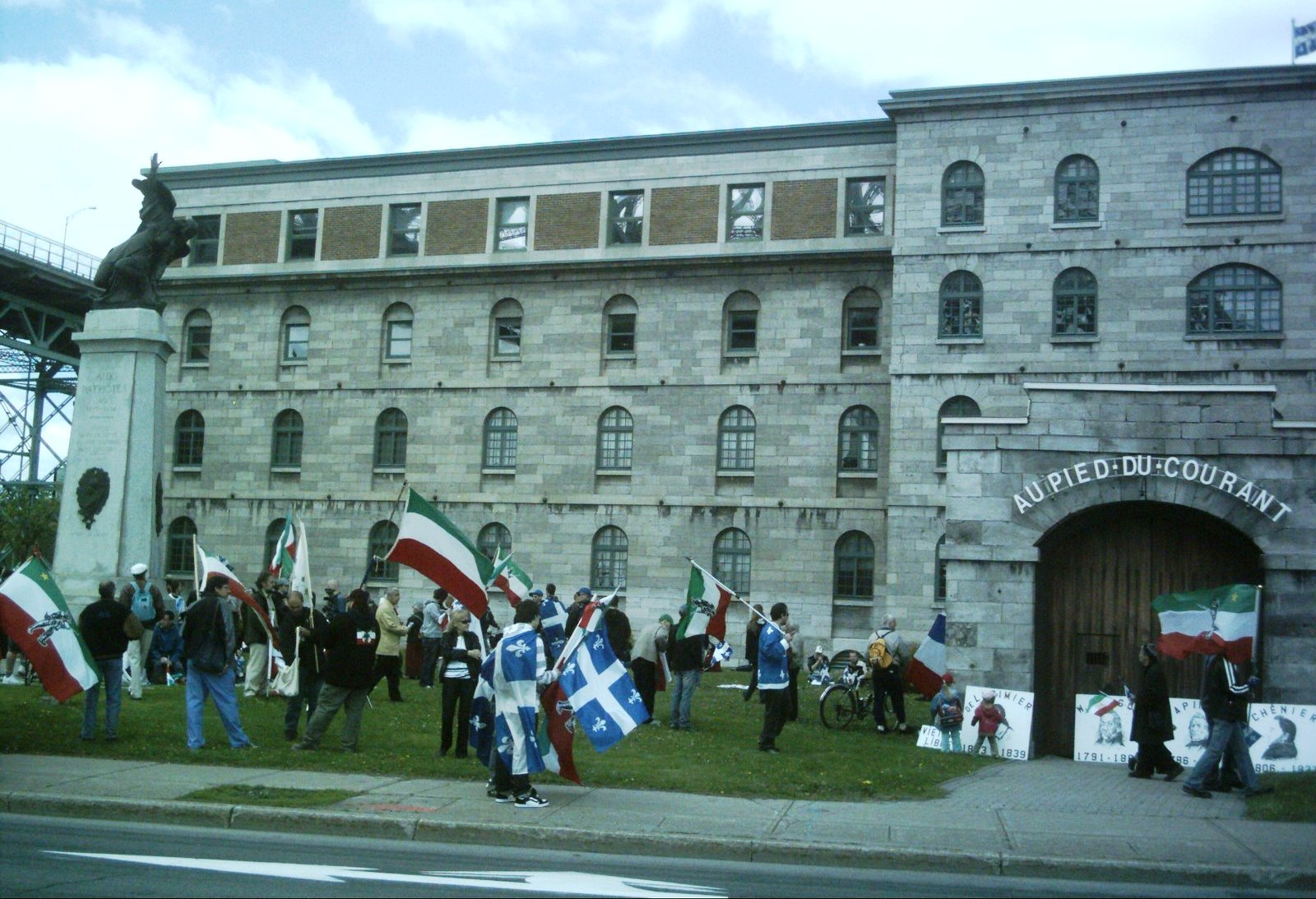
Journée nationale des patriotes. Devant la prison du Pied-du-Courant, Montréal, 2009

- 1937 : Les fêtes du centenaire de 1837 : « des citoyens de la région de Saint-Denis-sur-Richelieu et d'ailleurs au Québec se réunissent afin de commémorer les luttes des patriotes de 1837-1838 pour la liberté, la reconnaissance nationale de leur peuple et la démocratie ».
- 1982 : Le 6 octobre, le gouvernement du Québec proclame « Journée des Patriotes » le dimanche le plus près du 23 novembre de chaque année.
- 2000 : Lors du Congrès national du Parti québécois tenu du 5 au 7 mai, les membres adoptent une résolution enjoignant au gouvernement de décréter un jour férié en mémoire des Patriotes de 1837-1838 en remplacement d'un jour férié déjà existant.
- 2001 : Le 21 novembre, le député Bernard Landry propose une motion invitant l'Assemblée nationale à souligner « l'importance de la lutte des Patriotes de 1837-1838 pour la reconnaissance de notre nation, pour sa liberté politique et pour l'établissement d'un gouvernement démocratique ».
- 2002 : Le 20 novembre, le gouvernement du Québec proclame par décret (no 1322-2002) que la Journée des Patriotes, dorénavant la Journée nationale des Patriotes, sera le lundi qui précède le 25 mai en remplacement de la Fête de Dollard.
- 2002 : Le 22 novembre, le décret a force de loi.
- 2003 : Le 19 mai, la première célébration de la Journée nationale des Patriotes a lieu.